# 布茨湖
52°30′01″N 13°35′28″E / 52.500157°N 13.591247°E

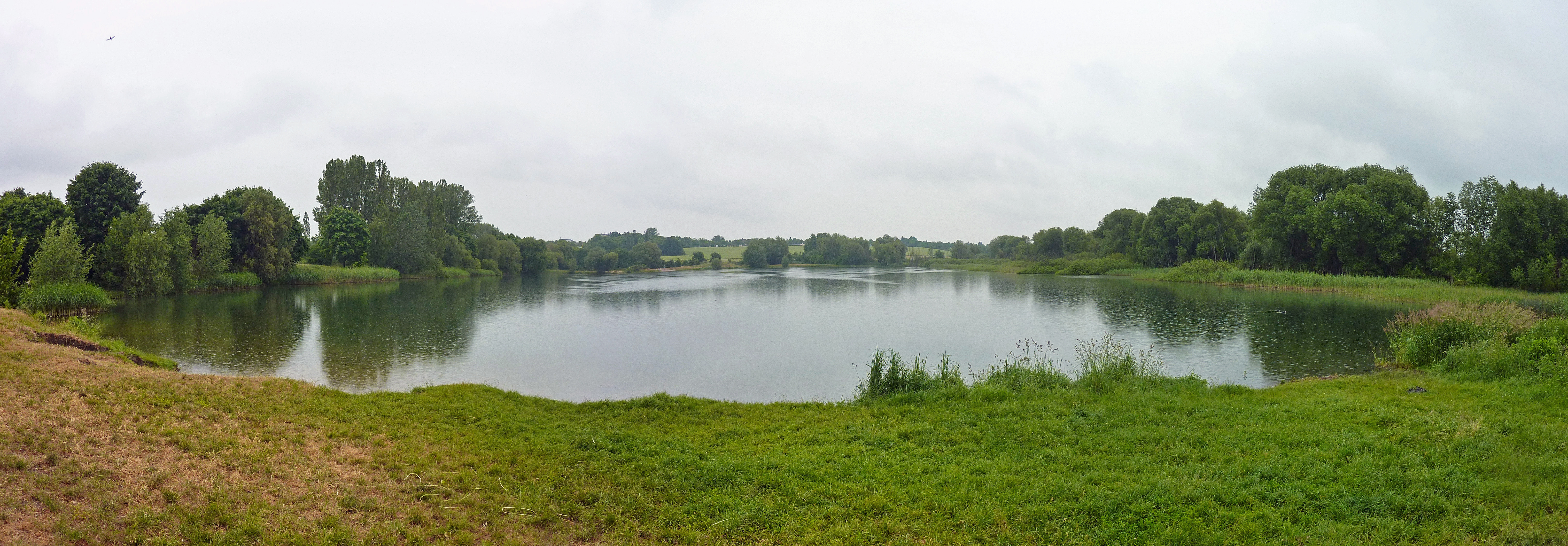

布茨湖（德語：Butzer See），是德國的湖泊，位於該國首都柏林，由馬爾燦-黑勒斯多夫行政區負責管轄，長0.4公里、寬0.3公里，該湖有歐洲鰻鱺、白斑狗魚和湖擬鯉棲息。